# Krška vas (gmina Brežice)
Krška vas – wieś w Słowenii, w gminie Brežice. W 2018 roku liczyła 530 mieszkańców.